# Leon Statkiewicz
Leon Statkiewicz (ur. 10 kwietnia 1926 w Makowie Mazowieckim, zm. 8 czerwca 1988 w Warszawie) – polski adwokat, w młodości lekkoatleta, sprinter i średniodystansowiec.

## Życiorys
W 1952 ukończył studia na Wydziale Prawa i Administracji Uniwersytetu Warszawskiego. Później wykonywał zawód adwokata.
Dwukrotnie wystąpił na Akademickich Mistrzostwach Świata (UIE). W 1949 w Budapeszcie zdobył brązowy medal w sztafecie 800+400+200+200 metrów (w składzie: Statkiewicz, Gerard Mach, Zygmunt Buhl i Zdobysław Stawczyk), a w biegu na 800 metrów zajął 5. miejsce, zaś w 1951 w Berlinie zajął 9. miejsce w biegu na 800 metrów.
Był mistrzem Polski w biegu na 400 metrów w 1950, w biegu na 800 metrów w 1948, 1949 i 1950 oraz w sztafecie 3 × 1000 metrów w 1947, wicemistrzem w biegu na 400 metrów w 1948 i 1949 oraz w sztafecie olimpijskiej w 1947, a także brązowym medalistą w biegu na 1500 metrów w 1951 i w sztafecie 4 × 400 metrów w 1948 i 1951. Zdobywał również halowe mistrzostwo Polski w biegu na 800 metrów w 1948 i 1949 oraz w sztafecie 3 × 800 metrów w 1949.
W latach 1949–1951 wystąpił w trzech meczach reprezentacji Polski (6 startów), bez zwycięstw indywidualnych.
Rekordy życiowe:
| Konkurencja         | Data i miejsce             | Wynik  |
| ------------------- | -------------------------- | ------ |
| bieg na 400 metrów  | 15 sierpnia 1950, Kraków   | 49,9   |
| bieg na 800 metrów  | 13 sierpnia 1950, Kraków   | 1:53,3 |
| bieg na 1500 metrów | 15 września 1951, Warszawa | 3:59,4 |

Był zawodnikiem klubów warszawskich: HKS (1946), Syreny (1947-1948) i Spójni (1949-1951).